# کفل‌گاه

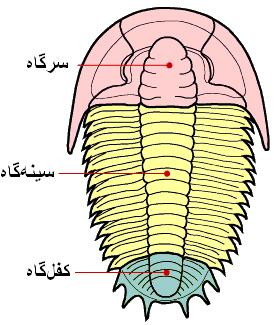
نموداری از محل قرارگیری سرگاه (Cephalon) سینه‌گاه (thorax) و کفل‌گاه در سه‌لپی‌ها.

کَفَل‌گاه (pygidium) نام بخش پایینی یا سپر پایینی بدن برخی از سخت‌پوستان و دیگر بندپایان همچون حشرات و سه‌لَپی‌ها (تریلوبیت‌ها) است.
کفل‌گاه، مقعد این جانداران را دربر می‌گیرد و در ماده‌ها، تخم‌ریز نیز در کفل‌گاه قرار دارد. کفل‌گاه از قطعات درهم‌جوش‌خورده بدن تشکیل شده و گاه شامل دُم هم می‌شود. کفل‌گاه به‌وسیله مفصلی از قطعات سینه‌گاهی جدا می‌شود.
سه‌بندی‌ها دارای انواع گوناگونی از کفل‌گاه هستند که ممکن است کوچک‌تر، برابر، یا بزرگ‌تر از سرگاه آنان باشد. کفل‌گاه این جانداران در برخی راسته‌ها، مانند برف‌روب‌داران Asaphida نرم و در برخی راسته‌های دیگر مثل پُرخاران Lichida خاردار است. کفل‌گاه سه‌لَپی‌ها را از نظر نسبت اندازه‌شان به سرگاه می‌توان به چهار نوع تقسیم کرد:
- خُردکفل (Micropygous): کفل‌گاه بسیار کوچک‌تر از سرگاه
- کوتاه‌کفل (Subisopygous): کفل‌گاه مقداری کوچک‌تر از سرگاه
- برابر کفل (Isopygous): اندازه کفل‌گاه تقریباً برابر با سرگاه
- بزرگ‌کفل (Macropygous): کفل‌گاه بزرگ‌تر از سرگاه

کفل‌گاه را همچنین گاه از روی نسبتی که با سینه‌گاه دارند دسته‌بندی می‌کنند. کفل‌گاه‌هایی که از نظر ظاهری با سینه‌گاه مشابهت دارند را کفل‌گاه‌های هم‌آیین homonomous می‌نامند و اگر تفاوت‌شان با سینه‌گاه زیاد باشد آن‌ها را ناهم‌آیین heteronomous توصیف می‌کنند.